# Panamerikanische Spiele 2019/Leichtathletik – Diskuswurf der Frauen

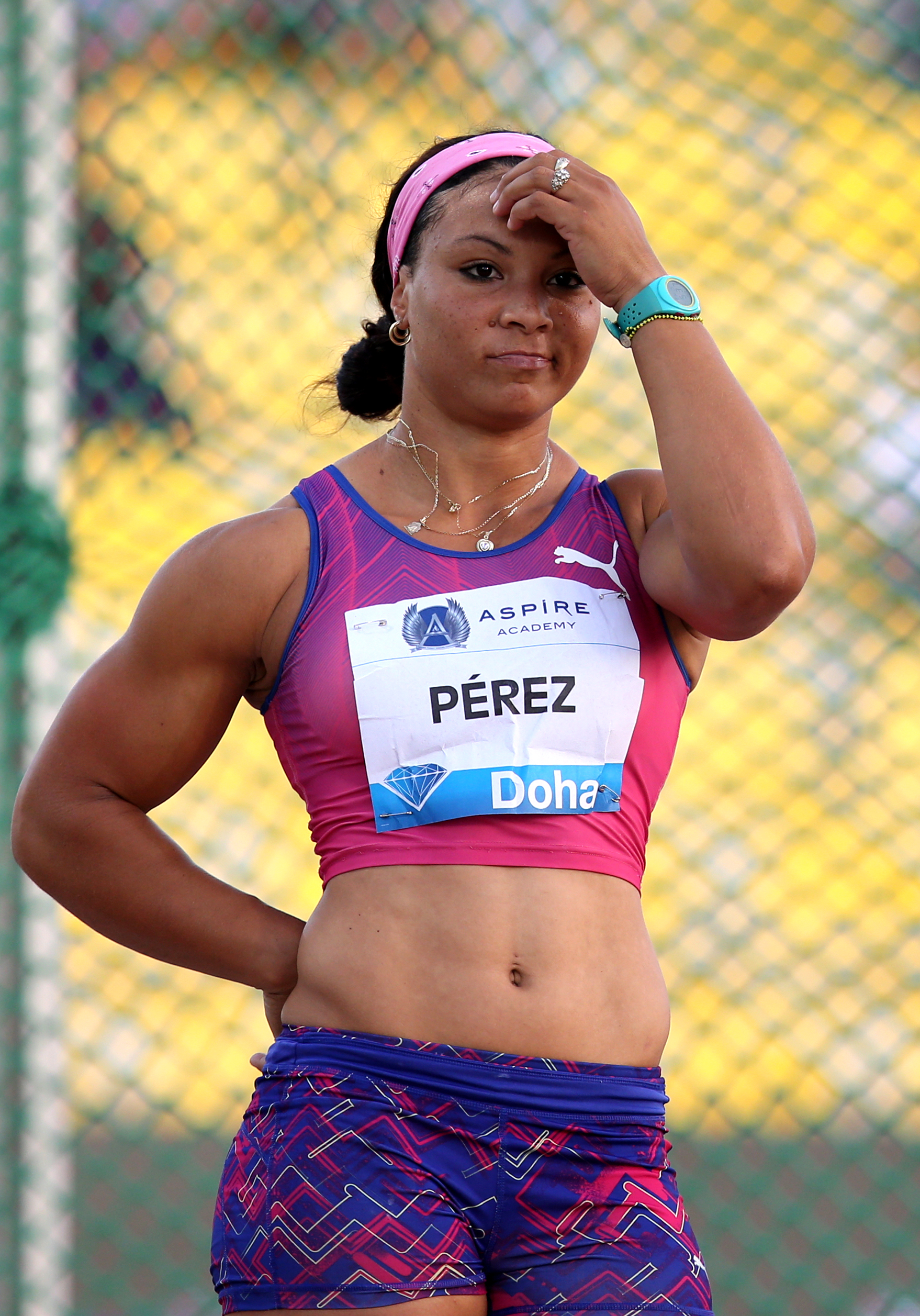
Die Siegerin Yaime Pérez (2015)

Der Diskuswurf der Frauen bei den Panamerikanischen Spielen 2019 fand am 6. August im Villa Deportiva Nacional in der peruanischen Hauptstadt Lima statt.
13 Diskuswerferinnen aus acht Ländern nahmen an dem Wettbewerb teil. Die Goldmedaille gewann Yaime Pérez mit 66,58 m, Silber ging zunächst an Andressa de Morais mit 65,98 m und die Bronzemedaille gewann Fernanda Martins mit 62,23 m. Aufgrund der späteren Disqualifikation von Andressa de Morais wegen Dopings, bekam Fernanda Martins Silber und Denia Caballero rückte auf den Bronzerang.

## Rekorde
Vor dem Wettbewerb galten folgende Rekorde:
| Weltrekord        | Gabriele Reinsch | 76,80 m | Neubrandenburg, Deutsche Demokratische Republik | 9. Juli 1988     |
| Rekord der Spiele | Yarelys Barrios  | 66,40 m | Panamerikanische Spiele in Guadalajara, Mexiko  | 28. Oktober 2011 |

## Ergebnis
6. August 2019, 18:25 Uhr
| Platz | Athletin           | Land                | 1. Versuch     | 2. Versuch     | 3. Versuch     | 4. Versuch                                  | 5. Versuch                                  | 6. Versuch                                  | Weite (m)      |
| ----- | ------------------ | ------------------- | -------------- | -------------- | -------------- | ------------------------------------------- | ------------------------------------------- | ------------------------------------------- | -------------- |
|       | Yaimé Pérez        | Kuba                | 63,88          | x              | 61,69          | 64,65                                       | 64,15                                       | 66,58                                       | 66,58 PR       |
|       | Fernanda Martins   | Brasilien           | x              | 62,23          | x              | 60,29                                       | x                                           | 59,44                                       | 62,23          |
|       | Denia Caballero    | Kuba                | 60,46          | x              | 59,14          | x                                           | x                                           | x                                           | 60,46          |
| 4     | Whitney Ashley     | Vereinigte Staaten  | 60,27          | x              | x              | x                                           | x                                           | x                                           | 60,27          |
| 5     | Shanice Love       | Jamaika             | x              | 57,82          | 57,56          | 59,82                                       | 56,43                                       | 57,85                                       | 59,82          |
| 6     | Shadae Lawrence    | Jamaika             | 51,67          | 58,99          | 57,54          | x                                           | x                                           | 55,03                                       | 58,99          |
| 7     | Kelsey Card        | Vereinigte Staaten  | x              | 57,87          | 53,88          | 58,94                                       | x                                           | 57,67                                       | 58,94          |
| 8     | Aixa Middleton     | Panama              | 49,27          | 53,14          | 53,80          | nicht im Finale der besten acht Athletinnen | nicht im Finale der besten acht Athletinnen | nicht im Finale der besten acht Athletinnen | 53,80 SB       |
| 9     | Karen Gallardo     | Chile               | 51,41          | 53,42          | 51,84          | nicht im Finale der besten acht Athletinnen | nicht im Finale der besten acht Athletinnen | nicht im Finale der besten acht Athletinnen | 53,42          |
| 10    | Ailén Armada       | Argentinien         | x              | x              | 51,30          | nicht im Finale der besten acht Athletinnen | nicht im Finale der besten acht Athletinnen | nicht im Finale der besten acht Athletinnen | 51,30          |
| 11    | Ivana Gallardo     | Chile               | x              | 50,85          | x              | nicht im Finale der besten acht Athletinnen | nicht im Finale der besten acht Athletinnen | nicht im Finale der besten acht Athletinnen | 50,85          |
| –     | Portious Warren    | Trinidad und Tobago | x              | x              | x              | nicht im Finale der besten acht Athletinnen | nicht im Finale der besten acht Athletinnen | nicht im Finale der besten acht Athletinnen | NM             |
| –     | Andressa de Morais | Brasilien           | DQ wg. Dopings | DQ wg. Dopings | DQ wg. Dopings | DQ wg. Dopings                              | DQ wg. Dopings                              | DQ wg. Dopings                              | DQ wg. Dopings |